# Service départemental des impôts fonciers
Un service départemental des impôts fonciers (SDIF) est un service déconcentré de la direction départementale des Finances publiques à l'échelle départementale (DDFiP) et chargé de répondre à la plupart des questions des usagers en matière foncière et cadastrale.

## Organisation
Selon les DDFiP, le SDIF peut être organisé en différents pôles, tel que :
- pôle d’évaluation des locaux d’habitation (PELH) ;
- pôle d’évaluation des locaux professionnels (PELP) ;
- pôle topographique de gestion cadastral (PTGC) où travaillent notamment les géomètres du cadastre.

## Missions
Le SDIF gère à la fois les missions fiscales (relance des contribuables pour le dépôt des déclarations H1-H2-IL et 6660 REV, détermination de la valeur locative des locaux d’habitation et des locaux professionnels, gestion du contentieux relatif à la taxe foncière bâtie et non bâtie, participation aux commissions communales et intercommunales des impôts directes locaux) et topographiques (la saisie des croquis fonciers et des croquis fiscaux).
La création du SDIF vise à améliorer la qualité de service rendu aux usagers et aux partenaires de l’administration fiscale, en matière d’évaluations et taxations foncières d’une part, en regroupant au sein d’un même service, une équipe expérimentée et dimensionnée aux enjeux et d’autre part, en assurant un suivi optimisé et des procédures harmonisées.